# 明光
明光（みょうこう、めいこう、生没年未詳）は、浄土真宗の僧。親鸞の高弟で六老僧の一人。父は藤原頼康、母は源義朝の娘。

## 経歴
慈鎮の弟子となり、源頼朝の菩提寺である鎌倉最宝寺の住職となったのち、親鸞の弟子となった。光照寺や宝田院を開いた。もとは天台宗の僧であった。
一説によると、明光は浄土真宗に改宗したものの、親鸞より後代の人物という。
また、光照寺を開いた明光は『存覚一代記』に甘縄（鎌倉の郊外）の了円として登場する人物と同一人物で、東国・荒木門徒の流れを汲み、佛光寺派・興正派の中興の祖とされる了源の師にあたる（後世に興正寺6世と位置づけられた）人物とされている。了源の活動が知られるのは1320年代以降になることや、光照寺の創建が荒木門徒の庇護者であった御内人の比留氏の備後国進出と関連するとの見方に立つと、明光は鎌倉時代後期に活動していた人物と言う事になる。

## 弟子
- 信光
- 良誓
- 明尊
- 性尊
- 勝尊

## 参考資料
- 紫雲山乗光寺
- 広島県の文化財 - 絹本著色浄土真宗明光派先徳像
- 吉岡五郎男『明光上人と福泉坊』私家版、1976年